# Argali

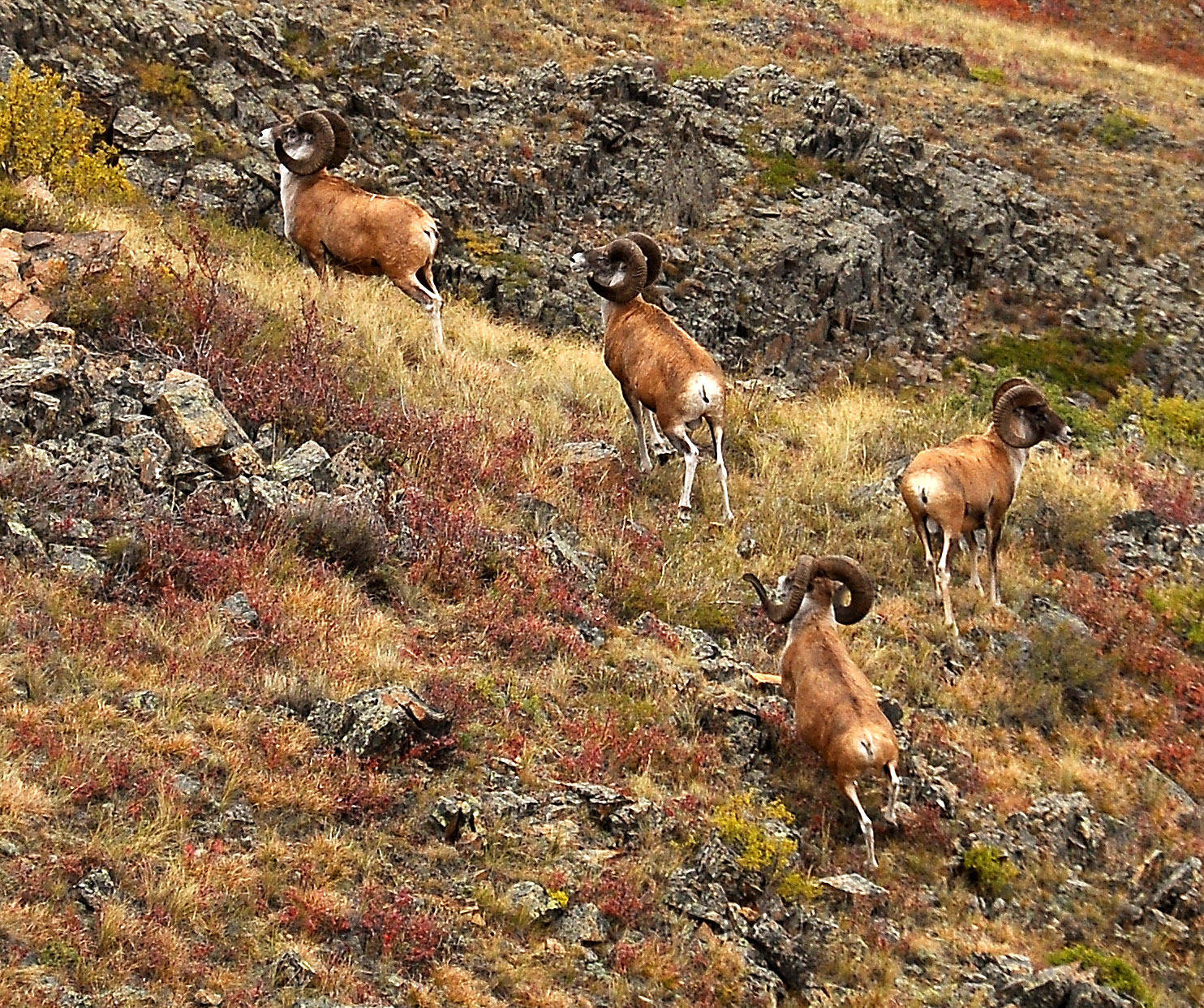
Kasachstan-Wildschaf (Ovis collium) im Karkaraly-Nationalpark, Kasachstan

Als Argali oder Riesenwildschaf (Ovis ammon-Gruppe) wird eine Gruppe nahe verwandter Arten der Schafe bezeichnet. Sie stellen deren größten wildlebenden Vertreter dar. Ursprünglich wurden mit Argali und der wissenschaftlichen Bezeichnung Ovis ammon alle diese Arten zusammengefasst.

## Beschreibung

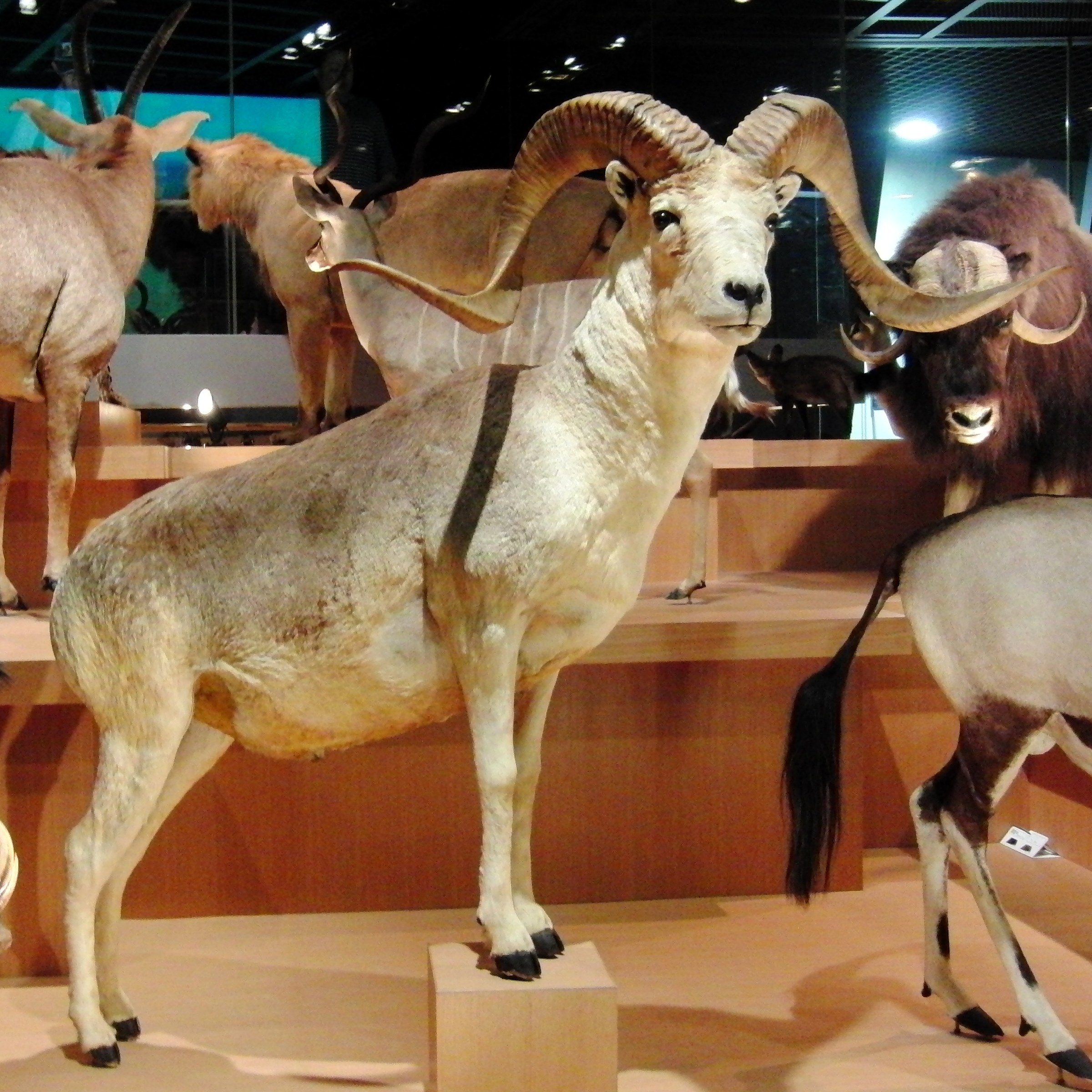
Argali-Präparat im Nationalmuseum der Naturwissenschaften in Tokyo, Japan

Die Widder der nordöstlichen Formen erreichen eine Schulterhöhe von 135 cm und ein Gewicht von bis zu 216 kg. Die südwestlichen Vertreter sind in der Regel etwas kleiner.
Die Fellfarbe der Argalis variiert. Im Winterfell ist die Grundfarbe braun, wobei dunkelbraune, rotbraune und beigefarbene Tönungen vorkommen. Im Sommerfell verstärken sich die Rottöne des Fells. Ein schwarzer Streifen, der sich vom Hals zur Mitte des Rückens zieht, ist ebenfalls nur im Sommer sichtbar. Die Bauchseite ist gelblich oder grauweiß. Zwischen dem hellen Bauch und den dunkleren Flanken verläuft ein schwarzer oder brauner Streifen, der aber nicht immer sichtbar und manchmal unterbrochen ist. Gesäß und Schwanz sind weiß. Weiße Zeichnungen auf dem Rücken kommen bei zwei Formen vor (Altai-Argali, Gobi-Argali). Auch der Hals und die Schnauzenspitze können weißlich sein. Die Beine sind auf der Außenseite braun wie Flanken und Rücken, manchmal auch etwas dunkler; die Innenseite der Beine ist weißlich. Weibliche Argalis gleichen in der Regel farblich den Widdern, sind aber im Schnitt etwas heller.
Die Hörner sind länger und schwerer als die aller anderen Wildschafe. Ihre Farbe ist gelbbraun. Bei den Widdern des Pamir-Argali können sie 164 cm lang werden; bei anderen Vertretern liegt die mittlere Hornlänge bei 110 bis 120 cm. An der Basis haben die Hörner einen Umfang von etwa 40 cm. Sie vollführen in einer Spirale bis zu zwei volle Umdrehungen und weisen dann zur Seite. Die Spannweite beträgt im Schnitt 75 cm, beim Pamir-Argali bis zu 130 cm. Zusammen mit dem Schädel wiegen die Hörner bis 22 kg. Die Oberfläche der Hörner ist geriffelt, die Farbe ist graugelb. Durch die Kämpfe zwischen den Widdern findet man oft Tiere mit beschädigten oder abgebrochenen Hornspitzen. Auch die Weibchen haben beim Argali Hörner. Diese sind aber viel kürzer als die der Widder (Länge 30 bis 45 cm), wesentlich dünner und eher säbelförmig.
Argalis laufen nach Art der Hausschafe und können dabei Geschwindigkeiten von 50 km/h (Widder) bzw. 60 km/h (Weibchen) erreichen.

## Verbreitung

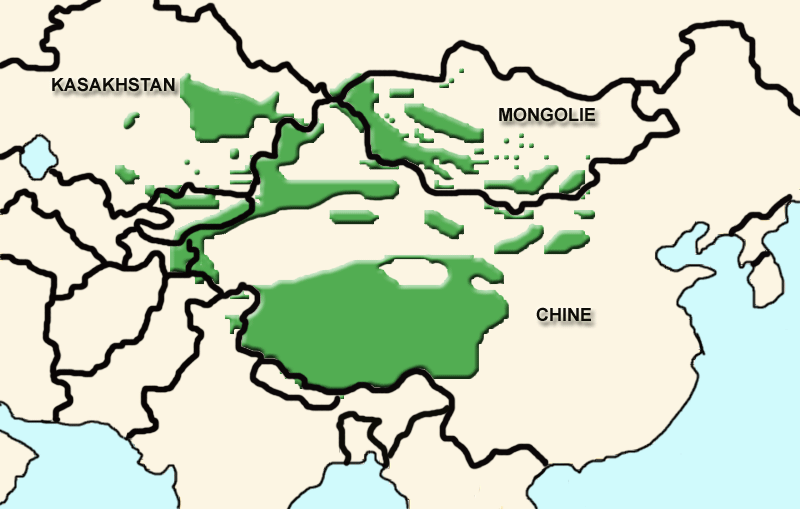
Verbreitungsgebiet der Argalis

Das Verbreitungsgebiet der Argalis umfasst etliche Gebirgsketten Zentralasiens und reicht vom Altai-Gebirge und Südsibirien über die Mongolei, Tibet und das Tianshan-Gebiet bis nach Nepal und ins Pamirgebirge.
Fossilfunde aus dem Pleistozän zeigen, dass Argalis einst auch im Kaukasus und im Iran verbreitet waren.
Argalis leben in Höhen zwischen 300 und 5750 m. Sie bevorzugen sanfte Steigungen; nur Weibchen mit Lämmern suchen zum Schutz vor Feinden auch schroffe Hänge auf. Böcke sind kältetoleranter als Weibchen und steigen früher im Jahr in große Höhen auf. Für gewöhnlich meiden Argalis bewaldete Gebiete. Wo aber Viehhaltung und Jagd die Argalis verdrängt haben, haben sie sich in artfremde Lebensräume zurückgezogen und sind nun Waldtiere, so etwa in Teilen Kasachstans.

## Sozialverhalten
Argalis sind Herdentiere. Böcke und Weibchen leben in getrennten Herden. Die geschlechtsreifen Böcke bilden außerhalb der Brunft Verbände von 2 bis 27 Tieren, wobei der Durchschnitt der Herdengröße bei vier (Tianshan) bzw. acht (Altai) liegt. Manche Männchen leben auch als Einzelgänger.
Die anderen Herden werden von Weibchen, Jungtieren und noch nicht geschlechtsreifen Böcken gebildet. Diese Herden sind größer, umfassen zwei bis 90 Tiere, und im Altai manchmal bis zu 200 Individuen. Dominant sind in diesen Herden nicht die Weibchen, sondern die jungen Böcke.

## Fortpflanzung
Zur Brunftzeit lösen sich die Herden der Böcke auf, und deren Mitglieder suchen die Weibchenherden auf. Dann nimmt jede Weibchenherde einen oder mehrere (maximal sechs) Böcke auf. Die Brunft findet im Winter statt. In der Mongolei dauert sie von September bis Oktober, im Altai von November bis Dezember, in Tibet von Dezember bis Januar.
In der ersten Woche der Brunft kommt es zu Kämpfen, in denen die Böcke eine Hierarchie bestimmen. Dabei stoßen sie heftig mit den Hörnern zusammen, was 400 bis 800 m weit zu hören ist. Häufig haben die Kämpfe beschädigte Hörner oder verletzte Schnauzen zur Folge. Nach dem Ende der Kämpfe tolerieren auch mehrere Böcke innerhalb einer Herde einander, dulden aber keine zu große Annäherung. Die Böcke beschnüffeln nun die Genitalien der Weibchen und vollziehen die Kopulation. Nach dem Ende der Brunft bleiben die Böcke noch ein bis zwei Monate in der Weibchenherde, ehe sie wieder eigene Wege gehen.
Die Tragzeit beträgt 160 bis 165 Tage. In klimatisch freundlichen Lagen werden die ersten Lämmer im März und April geboren, in Hochgebirgslagen nicht vor Mai/Juni. Für gewöhnlich wird ein einziges Jungtier geboren, aber Zwillingsgeburten kommen vor. Beim Altai-, Pamir- und Tibet-Argali sind Zwillinge seltene Ausnahmen; am häufigsten sind sie beim Tianshan-Argali, wo 33 % der Weibchen Zwillinge zur Welt bringen und einmal sogar Drillinge beobachtet wurden. Generell sind Zwillingsgeburten in unwirtlichen Regionen viel seltener als in tieferen Höhenlagen.
Die Jungtiere haben ein graugelbes Fell, der Kopf hebt sich davon dunkelbraun ab. Bei der Geburt wiegen sie etwa 3 kg. Im Alter von 15 bis 20 Tagen setzt das Wachstum der Hörner ein. Gleichzeitig bildet sich das Milchgebiss, das erst im Alter von zwei Jahren durch das bleibende Gebiss ersetzt wird. Solange Jungtiere gesäugt werden, separieren sich die Muttertiere von den Herden und suchen schrofferes Gelände auf. Im Alter von ein bis zwei Monaten grasen Jungtiere und werden nicht mehr gesäugt.
In freier Wildbahn werden Argalis bis zu 13 Jahre alt, erreichen aber meistens nur ein Alter von vier bis fünf Jahren.

## Nahrung
Die Nahrung sind hauptsächlich Seggen und Süßgräser, daneben auch Kräuter. In tieferen Höhenlagen werden auch Blätter von Sträuchern gefressen. Der Tagesbedarf an Nahrung beträgt 16 bis 18 kg.

## Feinde
Der wichtigste natürliche Feind des Argalis ist der Wolf. Je nach Region sind 3 bis 73 % aller Todesfälle unter Argalis auf Wölfe zurückzuführen. Weitere Tiere, die Argalis jagen, sind Schneeleopard, Vielfraß, Luchs und Braunbär. Lämmer haben eine größere Zahl von Fressfeinden, so auch den Rotfuchs und den Steinadler. Weibchen versuchen, ihre Lämmer gegen solche Feinde zu verteidigen, die ihnen nicht selbst gefährlich werden können.
Auch harte Winter können Argalis schwer zusetzen. In extrem kalten und schneereichen Jahren können ganze Populationen zusammenbrechen. So starben 1996 in Tibet die Hälfte aller Argalis durch einen harten Winter.

## Arten

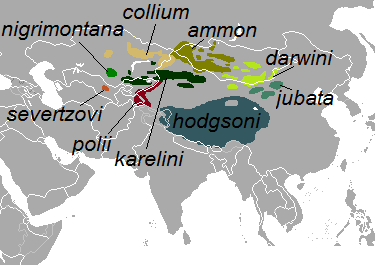
Verbreitungsgebiet der Argali-Arten

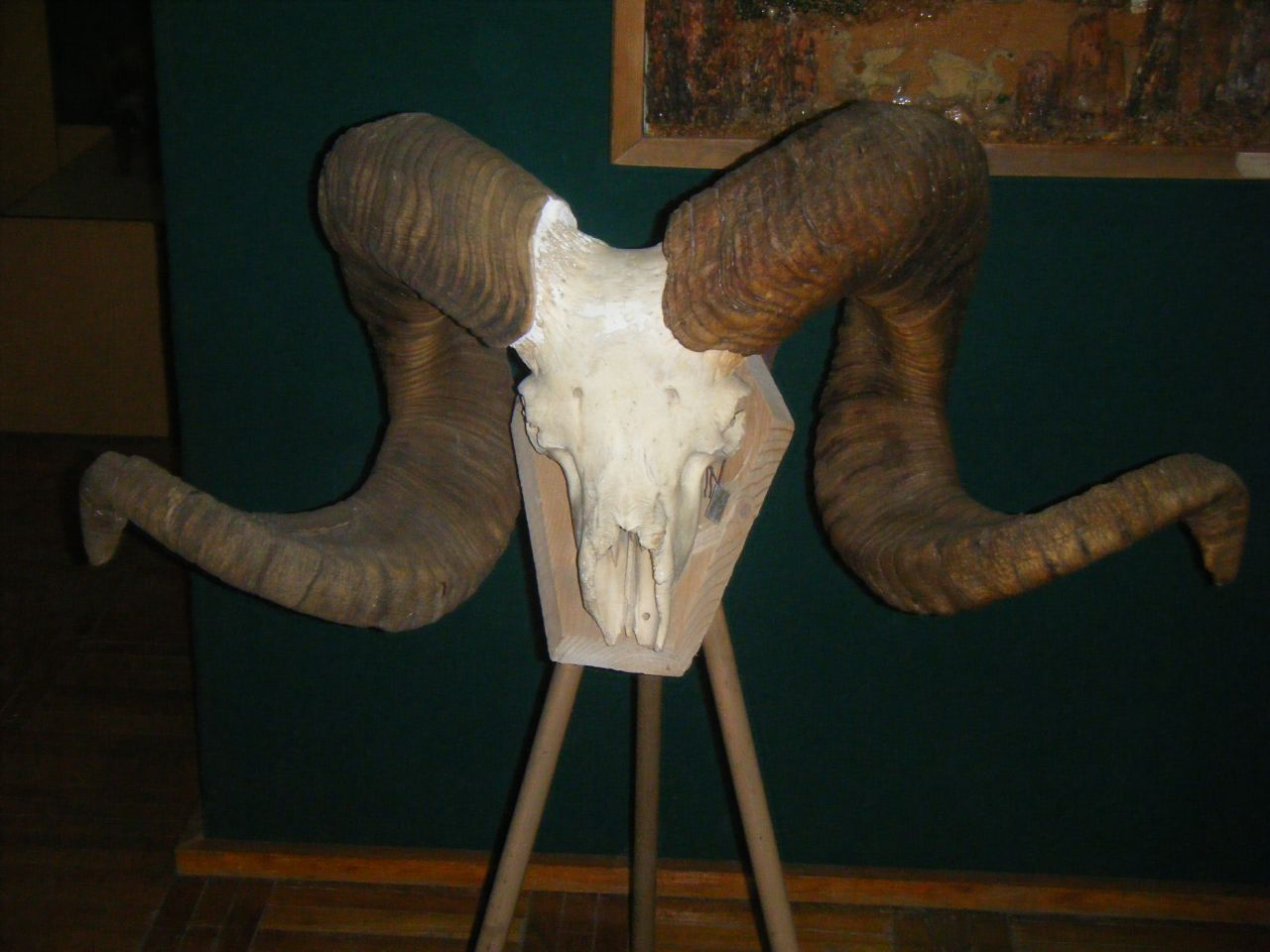
Schädel eines Marco-Polo-Argali

Ursprünglich wurden alle Vertreter zu einer Art zusammengefasst, innerhalb dieser unterschied Grubb (2005) neun Unterarten des Argali. Durch eine Revision der Hornträger im Jahr 2011 wurden alle auf Artstatus angehoben. Folgende Arten sind heute anerkannt:
- Altai-Wildschaf oder Altai-Argali (Ovis ammon (Linnaeus, 1758)): südliches Sibirien und westliche Mongolei im Altai und im Sajangebirge; sehr groß, schweres Gehörn, Hals und Rumpf graubraun.
- Kasachstan-Wildschaf oder Karaganda-Argali (Ovis collium Severtzov, 1873): Isoliert von den anderen Arten im nordöstlichen Kasachstan.
- Gobi-Wildschaf oder Gobi-Argali (Ovis darwini Przewalski, 1883): Gebiet der Gobi in der Mongolei und China.
- Tibet-Argali oder Großes Tibetschaf (Ovis hodgsonii Blyth, 1841): Hochland von Tibet, Himalaya; groß, die Hörner bilden keinen vollen Kreis. Der Altunschan- oder Gansu-Argali des Altun-Gebirges im nördlichen Tibet wird oft als isoliertes Vorkommen betrachtet oder als eigenständige Unterart oder Art Ovis dalailamae geführt.[3]
- Nordchina-Wildschaf oder Nordchinesischer Argali  (Ovis jubata Peters, 1876): Innere Mongolei.
- Tianshan-Wildschaf (Ovis karelini Severtzov, 1873): Tianshan nördlich des Naryn, Kirgisisches Gebirge, Tarbagatai-Gebirge.
- Karatau-Wildschaf (Ovis nigrimontana Severtzov, 1873): süd-zentrales Kasachstan, Gebiet des Karatau.
- Pamir-Wildschaf, auch Katschkar oder Marco-Polo-Schaf (Ovis polii Blyth, 1841): Pamir (beispielsweise Taschkorgan-Reservat und Khunjerab-Nationalpark); mittelgroß, riesige Hörner, die sich zum vollen Kreis winden und an den Spitzen weit nach außen ragen. Die Unterschiede zwischen Marco-Polo-Argali und Tienshan-Argali sind allerdings schwach ausgeprägt und so könnten beide einer einzigen Art angehören. Das Verbreitungsgebiet zwischen den Marco-Polo-Argalis im Pamirgebirge und den Tienshan-Argalis im Tienshan ist ebenfalls kontinuierlich[4]
- Kysylkum-Wildschaf oder Nuratau-Argali (Ovis severtzovi Nasonov, 1914): nordöstliches Usbekistan. Das Kysylkum-Argali wurde lange als Übergangsform zwischen Argali und Urial angesehen. Anhand der Schädelmerkmale steht die Art den Urialen näher.[5] Neuere Untersuchungen des Chromosomensatzes zeigten jedoch, dass es dem Argali zuzurechnen ist. Unter anderem besitzt es 56 Chromosomen wie alle bisher untersuchten Arten der Argalis.[6]

## Verhältnis zum Menschen
Der erste Europäer, der ein Argali beschrieb, war Wilhelm von Rubruk, ein Franziskaner, der die Mongolei bereiste. Die erste wissenschaftliche Beschreibung lieferte Johann Georg Gmelin, der 1752/53 im Altai Argalis sah, zeichnete und ihnen auch den Namen „Argali“ verlieh. Diesen Namen entlehnte er der mongolischen Sprache. Den wissenschaftlichen Namen Capra ammon vergab Carl von Linné 1758. Der Name ammon war vom Gott Amun (auch Ammon genannt) abgeleitet, der in der ägyptischen Vorstellung ein Widdergehörn trug. Peter Simon Pallas stellte das Argali später in die Gattung Ovis und benannte es Ovis argali. Da nach den Regeln der ICZN der zuerst vergebene Artname gelten muss, trägt das Altai-Wildschaf heute den wissenschaftlichen Namen Ovis ammon.
Durch Trophäenjagd und Konkurrenz mit Haustierherden sind die Argalis heute fast überall selten geworden oder ganz verschwunden. In Nordostchina, Teilen der Mongolei, den größten Teilen Südsibiriens, Kasachstans und Usbekistans wurden die Tiere bereits ausgerottet. Im Himalaya, der Inneren Mongolei und in den meisten Teilen Tibets und Xinjiangs sind sie heute selten geworden. In Russland leben nur noch wenige im Altaigebirge.
Alle Arten nehmen im Bestand ab, und die Gesamtzahl der Argalis dürfte sich auf weniger als 80.000 Tiere in ganz Asien belaufen. Am ehesten halten sie sich heute noch in Tadschikistan, Kirgisistan und Teilen der Mongolei auf. Die IUCN führt die Argalis im Status gering gefährdet (near threatened). Der Karatau-Argali gilt als „vom Aussterben bedroht“, der Gobi-Argali und Kysylkum-Argali als „stark gefährdet“ und alle anderen Arten als „gefährdet“.